# 澳門房地產業

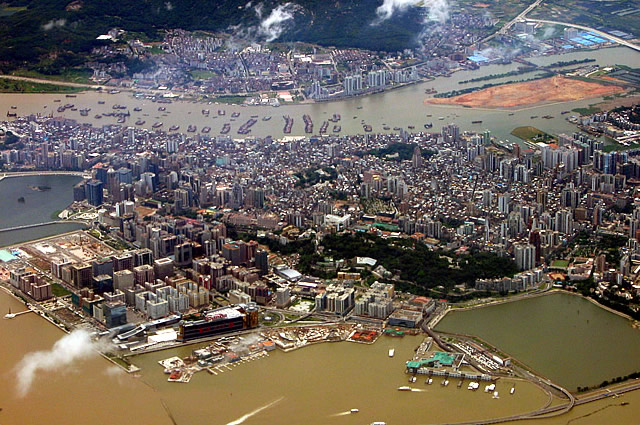
澳門所有房屋全景

澳門房地產業在1961年開始成形，當中經歷過多次低潮、調整及高潮時期；
現時澳門房地產業因香港四大地產代理公司及香港地商建設商進入澳門房地產市場，以致樓價創出歷史新高。

## 發展階段
澳門的房地產業在1961年才逐漸地開始成形，發展至今已進入高速發展時期，過程大致可分為八個時期：

### 初步形成時期
1961年至1966年是為澳門房地產業的初步形成時期；當時澳門經濟開始快速發展，而居民收入也大幅提高，主要因為澳葡政府把澳門博彩業專營權牌照改發給澳門旅遊娛樂有限公司，大量比例的澳門勞工走向博彩業，導致薪酬平均數大幅上升；
由於國共內戰已經結束，大批歸僑居住澳門，初步形成澳門房地產業模樣。

### 從低潮走向恢復時期
1966年文化大革命，加上澳門發生一二三事件以致人心盡失，對澳門前景沒有希望，因而令澳門房地產業走到谷底。由於澳門房地產價格步向谷底，澳葡政府為了挽救樓市而大力支持房地產發展，期望以恢復至一二三事件之前的水平。
另一方面澳葡政府為了確保澳門房地產業穩定，正式引入葡萄牙物業登記法，以確保澳門的財產權得以保護，該物業登記法也是維持至今。而由於香港居民在股市中獲利，資金流向澳門樓市以作投資及自住，令澳門樓市形成初步規模。

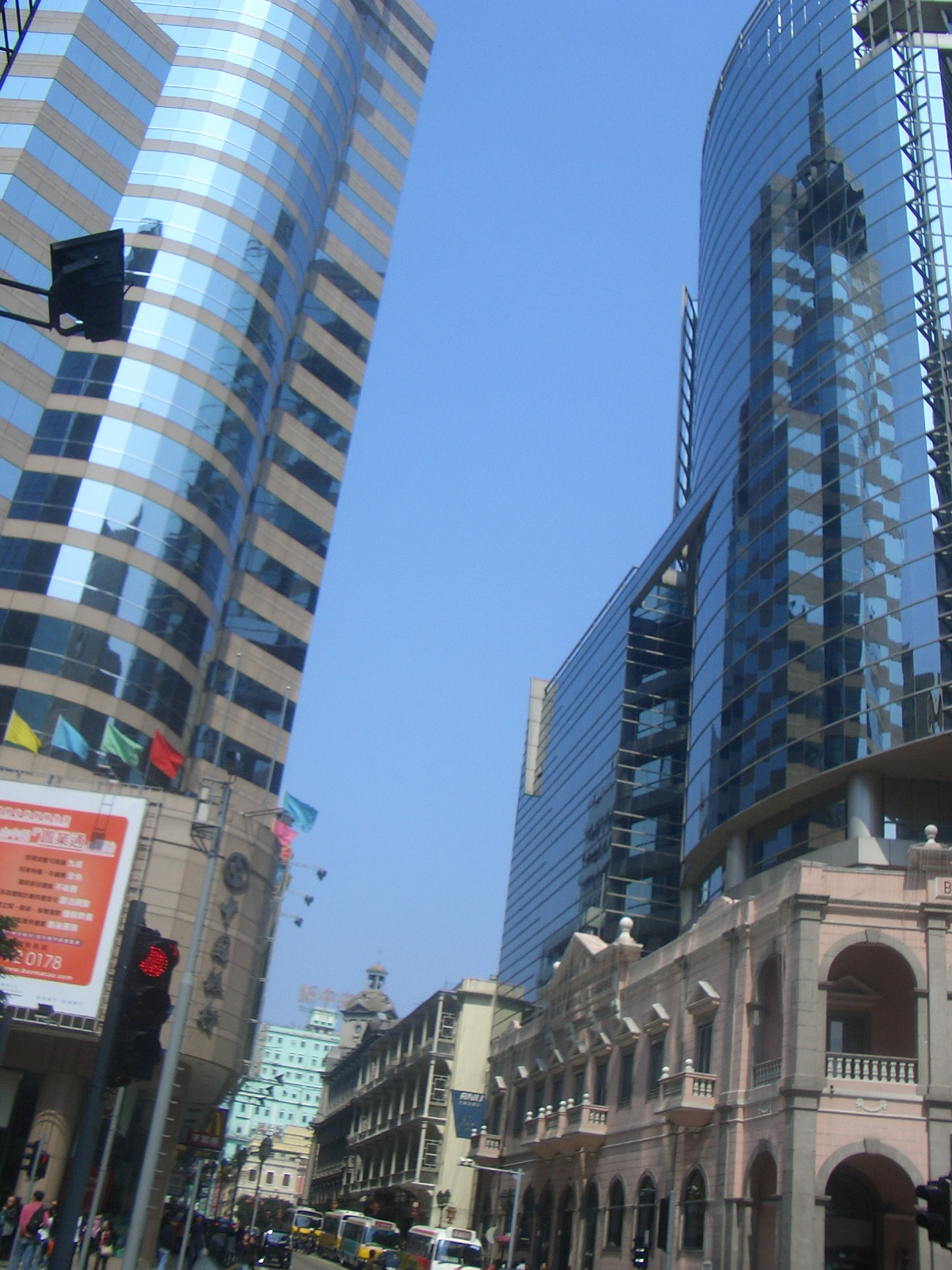
澳門心臟地帶

### 初具規模時期
1973年出現國際石油危機導致能源出現緊張，股市投資者把資金流向澳門樓市。
翌年4月，葡萄牙發生康乃馨革命，葡萄牙對澳門的政策也改變了，因而令澳門的樓市價格再一次出現動搖。
不過，除了澳門經濟持續高成長外，中國在1979年颁布的開放政策也令到該國大量移民走到澳門定居，使澳門房地產價格又一次上升；
由於出現了大量需求以致供不應求，促生了澳門房地產物業代理的出現。

### 鞏固調整及再發展期
1982年，英中雙方就香港前途問題進行談判及簽署《中英聯合聲明》，其後葡中就澳門簽署《中葡聯合聲明》，都令投資者及澳門居民對於回歸後的政治是否偏左而引發移民潮。
二十世紀八十年代初期全球利率大升，而1987年香港股災及環球股災影響外，澳門出口加工業高速增長以及全球利率下降以致澳門樓市價格也自然地作出了相對的調整，但這個調整也鞏固了價格。

### 購買聚集期
1989年六四事件在令到港澳居民對大概十年後回歸中國的前景感到悲觀和恐懼的情況下出現了又一次移民潮，而澳門房地產因移民人士大量賣出相關的房地產而影響業界；可是中國內地大量資金到澳門從事房地產投資及作投資移民，使六四事件帶來的影響非常短暫。另一方面，當時全球利率仍然下降，而房地產也下調至相對適合澳門的水平，因而積聚了一批有能力購置房地產人士的購買；而澳葡政府就葡萄牙土地法因澳門的實際情況而作出了適合澳門的修改以及龍的行動向非法居留人士發出證明文件而增加房地產成交量。

### 最長調整期
90年代，中國改革開放後發展過熱，中央人民政府進行宏觀調控政策外，澳門由於土地問題而對於土地及房地產在供求上出現嚴重失衡以及在澳門回歸前治安日趨惡化而影響外投對澳門信心而不投資，從而令房地產在1993年至2003年出現了最長調整期。

### 升溫期
隨著澳門博彩專營權在2002年開放後，澳門博彩業的開放，導致澳門整體經濟進入前所未見的發展，除其本身的經濟動力及欲建立國際城市形象外，治安穩定及大量公共基建投資項目的開展，造成澳門的樓價開始升溫。

### 高速發展期
2004年6月隨著首家香港地產代理公司美聯物業進軍澳門房地產市場後，中原地產、利嘉閣、世紀21物業進軍澳門外，香港幾家主要地產建築商也進入澳門房地產市場興建物業，澳門本地最大的地產代理公司名門物業也在此時創立；房地產的名稱命名上也香港化（如濠庭都會、壹號湖畔、凱旋門、海天居）。

## 資料來源
- 《澳門地產建築商會二十週年紀念會刊》
- 《澳門地產建築商會成立25週年紀念特刊》
- 《澳門房地產發展詳述》，1990年